# Eve of Destruction
Eve of Destruction (Víspera de la Destrucción) es una canción protesta, escrita por P. F. Sloan en 1965.
Numerosos artistas la han grabado, pero la versión más conocida es la de Barry McGuire. La grabación tuvo lugar entre el 12 y el 15 de julio de 1965 en Los Ángeles, y fue publicada por Dunhill Records. Los músicos fueron los mejores session men de Los Ángeles: P. F. Sloan a la guitarra, Hal Blaine (de los Wrecking Crew de Phil Spector) a la batería y Larry Knetchel al bajo. La versión que fue publicada sobre el sencillo había sido pensada como un demo de ensayo, y no una versión definitiva. Pero antes de que se pudiera registrar de nuevo,el demo llegó a las manos de un DJ, que comenzó a tocarla y se hizo muy popular. Visto el éxito inmediato de aquella canción "provisional", McGuire no registró otra versión de la canción.

## Historia de la canción
En su primera semana el sencillo debutó en la posición número 103 de la Billboard Hot 100. Pero luego, el 12 agosto la Dunhill Records publicó el álbum de Barry McGuire Eve of Destruction.
El disco alcanzó sus máximas ventas el 25 septiembre, pero tuvo el mérito de hacer que el sencillo llegase a la posición número uno. McGuire no logrará nunca más entrar en la top 40 de la Billboard Hot 100.
En Noruega llegó al primer sitio durante dos semanas, en UK Singles Chart y en Holanda al tercero y en Alemania al sexto.
La canción había sido inicialmente presentada al grupo The Byrds como potencial sencillo del estilo de Bob Dylan, pero la idea fue rechazada. Los Turtles, otro grupo que a menudo registraba canciones descartadas para los Byrds registraron una versión, que fue publicada poco después de la primera de la versión de McGuire. Sólo en el 1970 la versión de los Turtles alcanzó la posición número 100 de la Billboard Hot 100.
La canción es una grave advertencia de un Apocalipsis inminente, y en ella están expresadas las frustraciones y los miedos de los jóvenes del periodo de la Guerra Fría, de la Guerra de Vietnam, la constante pesadilla de la guerra nuclear, y de los movimientos para los derechos civiles.
En la época, los mass media americanos contribuyeron a que la canción se hiciese aún más popular, al señalarla como un ejemplo de todo lo malo que sucedía con la juventud de aquel tiempo. Un grupo conservador llamado The Spokesman registró una canción de respuesta titulada The Dawn of Correction (La madrugada de la corrección). Pocos meses más tarde, Sgt. Barry Sadler publicó el muy patriótico himno Ballad of the Green Berets (La Balada de los Boinas Verdes). También la canción Day For Decision de Johnny Sea fue una respuesta a Eve of Destruction. La canción de The Temptations Ball of Confusion (That's What the World Is Today) es un claro homenaje.
Por parte de la censura, la canción fue prohibida en algunas radios estadounidenses, en la BBC y Radio Scotland.
A finales de los años setenta, el grupo punk de Los Ángeles The Dickies registró una cover de Eve of Destruction. El grupo New wave Red Rockers la ha reinterpretado en el álbum de 1984 Schizoprenic Circus. Johnny Thunders a menudo la canta durante sus propios conciertos, mientras el cantante canadiense D.O.A. ha registrado la canción sobre el álbum Live del 2004 Free Or Die. La canción ha sido también objeto de cover del grupo australiano Screaming Jets en el 1997, de los Crashdog y de los Psychic TV que la han grabado con el título Eve Ov Destruction. También Gino Santercole ha registrado una cover en lengua italiana del título Este viejo, pazzo mundo en el 1966, y en seguido en el 1984 de Adriano Celentano .

## En la cultura popular
La canción ha sido utilizada en numerosas películas o producciones televisivas: la miniserie La sombra del escorpión inspirada en una novela de Stephen King, la serie animada Los Simpson en el episodio The Girl Who Slept Too Little, la película de 1997 titulada Bienvenidos a Sarajevo, la serie de TV A-Team, la serie de TV El Gran Héroe Americano y el documental de Michael Moore sobre Sicko.
Irónicamente la canción ha dado nombre a un vehículo armado usado por el ejército estadounidense durante la guerra en Vietnam, y actualmente en muestra en el museo U.S. Army Transportation.